# Clovis I
Clovis I (tiếng Latin: Chlodovechus,, Luduinus, Clodovicus, hay Ludovicus466, tiếng Đức: Chlodwig hay Chlodowech; tiếng Frankish: *Hlodowig; Tournai – 27 tháng 11, 511, Paris) là vua của Vương quốc Frank từ 481 đến 511. Là thành viên của gia tộc Mérovée, Clovis I được xem như vị vua Kitô giáo chính thức đầu tiên của người Frank. Cái tên Clovis xuất phát từ chữ Hlodowig trong ngôn ngữ của người Frank, gồm hai gốc "hlod" có nghĩa nổi tiếng, lừng danh và "wig" là chiến đấu. "Hlodowig" là "nổi danh trong chiến trận".

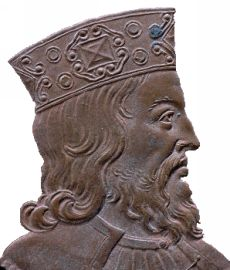
Clovis I

Clovis sinh năm 466, là con trai của Childéric I, vua của người Frank miền biển ở Tournai. Năm 481, Clovis đăng quang. Năm 486, chiến thắng Syagrius trong trận Soissons, sự thống trị của Clovis I mở rộng ra toàn miền bắc Gaule. Thập niên 490, lãnh địa của Clovis mở rộng thêm về phía Địa Trung Hải. Clovis I theo Ki-tô giáo và năm 508 lấy Paris làm kinh đô vương quốc của mình.
Năm 511, Clovis I qua đời tại Paris.

## Danh sách các vua Frank trước và sau Clovis I
1. Ascarich: 337
2. Merogais
3. Mallobaudes
4. Genobaud
5. Sunno
6. Marcomer
7. Pharamond
8. Theudemeres: 422 - 426
9. Clodio: 426 - 447
10. Merovech: 447 - 458
11. Childeric I: 458-481
12. Clovis I: 481 - 511

+ Sau khi Clovis I chết, vương quốc Frank bị chia thành 4 vùng cho bốn con trai cai trị, kéo dài đến năm 752:
- Vùng Soisson (về sau đổi thành Neustria):

1. Chlothar I: 511 - 561
2. Chilperic I: 561 - 584
3. Chlothar II: 564 - 629

- Vùng Paris:

1. Childebert I: 511 - 558
2. Charibert I: 561 - 567

- Vùng Orlean (sau đổi thành Bourgogne):

1. Chlodomer: 511 - 524
2. Guntram: 561 - 592
3. Theuderic II: 595 - 613
4. Sigebert II: 613

- Vùng Rheims và Metz (sau đổi thành Austrasia):

1. Theuderic I: 511 - 534
2. Theudebert I: 534 - 548
3. Theudebald: 548 - 555
4. Sigebert I: 561 - 575
5. Childebert II: 575 - 595
6. Theudebert II: 595 - 612

+ Năm 558, Chlothar I thống nhất vương quốc lần đầu tiên. Sau khi ông chết, vương quốc lại bị chia cắt.
+ Năm 613, Chlothar II đánh bại Sigebert II và nhiếp chính Brunhilda và thống nhất vương quốc lần 2. Để xoa dịu sự chống đối, tranh giành quyền lực giữa các con và quần thần, năm 623, ông 1 lần nữa lại phân chia vương quốc thành 4 vùng Neustria; Aquitaine; Austrasia; Bourgogne.
- Thời Dagobert I, ông cai trị cả ba vùng Neustria, Austrasia và Bourgogne, nhường vùng Aquitaine cho người anh em là Charibert II (629-632) và Chilperic (632) và vùng này được tự chủ đến năm 767.
- Năm 634, Dagobert I tách vùng Austrasia cho Sigebert, và tự cai trị độc lập 2 vùng còn lại:
- Vùng Neustria và Bourgogne:

1. Dagobert I: 634 - 639
2. Clovis II: 639-655
3. Chlothar III: 655-673
4. Theuderic III: 673
5. Childeric II: 673-675
6. Theuderic III: 675-691

- Vùng Austrasia:

1. Sigebert III: 634 - 656
2. Childebert: 656 - 661
3. Childeric II: 662 - 675
4. Clovis III: 675 - 676
5. Dagobert II: 676 - 679

+ Năm 679, Theuderic III thống nhất lần ba, thành lập vương quốc Frank thống nhất.
1. Theuderic III: 679 - 691
2. Clovis IV: 691 - 695
3. Childebert III: 695 - 711
4. Dagobert III: 711 - 715
5. Chilperic II: 715 - 720
6. Chlothar IV: 717 - 718
7. Theuderic IV: 720-737
8. Dagobert III: 737 - 743
9. Childeric III: 743 - 752

+ Các tể tướng Frank:
- Vương quốc Austrasia:

1. Parthemius: ? - 548
2. Gogo: 567 - 581
3. Wandalenus (từ 581)
4. Gundulf: 600
5. Landric: 601 - 612
6. Warnachar: 612 - 617
7. Hugh (hoặc Chucus): 617 - 623
8. Pepin I the Elder: 623 - 629
9. Adalgisel: 633 - 639
10. Pepin I: 639 - 640
11. Otto: 640 - 642 hoặc 643
12. Grimoald I: 642 hoặc 643 - 656
13. Wulfoald: 656 - 680, cũng trong Neustria (673-675)
14. Pepin II: 680 - 714
15. Theudoald: 714 - 715
16. Charles Martel: 715 - 741
17. Carloman: 741 - 747
18. Drogo: 747 - 751

- Vương quốc Neustria:

1. Landric
2. Gundoland: 613 - 639
3. Aega: 639 - 641
4. Erchinoald: 641 - 658
5. Ebroin: 658 - 673
6. Wulfoald: 673 - 675
7. Leudesius: 675
8. Ebroin: 675 - 680
9. Waratton: 680 hoặc 681 - 682
10. Gistemar: 682
11. Waratton: 682 - 684 hoặc 686
12. Berthar: 686 - 688 hoặc 689
13. Pepin I 688 - 695
14. Grimoald II: 695 - 714
15. Theudoald: 714 - 715
16. Ragenfrid: 715 - 718
17. Charles Martel: 718 - 741
18. Pepin II: 742 - 751, trở thành vua của người Frank vào năm 751.

- Vương quốc Bourgogne:

1. Warnachar I (596-599)
2. Berthoald (trước 603-604)
3. Protadius (604-606)
4. Claudius
5. Rado (613-617)
6. Warnachar II (617-626), cũng trong Austrasia
7. Godinus (626-627)
8. Brodulf (627-628)
9. Aega (639-641), cũng trong Neustria
10. Flaochad (642)
11. Radobertus (642-662)
12. Drogo (695-708)

## Phả hệ
|  |                                   |  |  |  |  |  |  |  |  |  |  |  |  |  |  |  |
|  | 16. Pharamond (theo truyền thống) |  |  |  |  |  |  |  |  |  |  |  |  |  |  |  |
|  |                                   |  |  |  |  |  |  |  |  |  |  |  |  |  |  |  |
|  |                                   |  |  |  |  |  |  |  |  |  |  |  |  |  |  |  |
|  | 8. Clodio (theo truyền thống)     |  |  |  |  |  |  |  |  |  |  |  |  |  |  |  |
|  |                                   |  |  |  |  |  |  |  |  |  |  |  |  |  |  |  |
|  |                                   |  |  |  |  |  |  |  |  |  |  |  |  |  |  |  |
|  | 17.Argotta (theo truyền thống)    |  |  |  |  |  |  |  |  |  |  |  |  |  |  |  |
|  |                                   |  |  |  |  |  |  |  |  |  |  |  |  |  |  |  |
|  |                                   |  |  |  |  |  |  |  |  |  |  |  |  |  |  |  |
|  | 4. Merovech (theo truyền thống)   |  |  |  |  |  |  |  |  |  |  |  |  |  |  |  |
|  |                                   |  |  |  |  |  |  |  |  |  |  |  |  |  |  |  |
|  |                                   |  |  |  |  |  |  |  |  |  |  |  |  |  |  |  |
|  | 9. Basine (theo truyền thống)     |  |  |  |  |  |  |  |  |  |  |  |  |  |  |  |
|  |                                   |  |  |  |  |  |  |  |  |  |  |  |  |  |  |  |
|  |                                   |  |  |  |  |  |  |  |  |  |  |  |  |  |  |  |
|  | 2. Childeric I                    |  |  |  |  |  |  |  |  |  |  |  |  |  |  |  |
|  |                                   |  |  |  |  |  |  |  |  |  |  |  |  |  |  |  |
|  |                                   |  |  |  |  |  |  |  |  |  |  |  |  |  |  |  |
|  | 1. Clovis I                       |  |  |  |  |  |  |  |  |  |  |  |  |  |  |  |
|  |                                   |  |  |  |  |  |  |  |  |  |  |  |  |  |  |  |
|  |                                   |  |  |  |  |  |  |  |  |  |  |  |  |  |  |  |
|  | 6. Basin, Vua của người Thuringii |  |  |  |  |  |  |  |  |  |  |  |  |  |  |  |
|  |                                   |  |  |  |  |  |  |  |  |  |  |  |  |  |  |  |
|  |                                   |  |  |  |  |  |  |  |  |  |  |  |  |  |  |  |
|  | 3. Basina của Thuringia           |  |  |  |  |  |  |  |  |  |  |  |  |  |  |  |
|  |                                   |  |  |  |  |  |  |  |  |  |  |  |  |  |  |  |
|  |                                   |  |  |  |  |  |  |  |  |  |  |  |  |  |  |  |
|  | 7. Basina, công chúa người Saxon  |  |  |  |  |  |  |  |  |  |  |  |  |  |  |  |
|  |                                   |  |  |  |  |  |  |  |  |  |  |  |  |  |  |  |
|  |                                   |  |  |  |  |  |  |  |  |  |  |  |  |  |  |  |